# Evert Kupers
Evert Kupers (Groningen, 5 januari 1885 - Bloemendaal, 23 januari 1965) was een voorman van het NVV en lid van de Tweede Kamer.

## Leven en werk
Kupers was een van de vooraanstaande figuren in de sociaaldemocratische beweging in het midden van de twintigste eeuw. Kupers groeide op in een eenvoudig, strijdbaar Gronings arbeidersgezin. Hij werd kleermaker en was al snel actief in de vakbond van kleermakers. Kupers sloot zich na de spoorwegstaking van 1903 aan bij de SDAP. In 1915 werd hij tweede secretaris van het NVV, waar hij opklom tot voorzitter (1929). Als Tweede Kamerlid was hij minder opvallend, omdat zijn vakbondswerk, nationaal en internationaal, veel tijd in beslag nam. Hij bleef NVV-voorzitter tot 1949. Kupers had vele bestuursfuncties onder meer in het ziekenfondswezen, de volkshuisvesting en bij de socialistische pers. Kupers was een halve eeuw voorzitter van de Algemene Woningbouw Vereniging in Amsterdam, vanaf zijn 25ste jaar in 1910 tot 1960.

## Privé
Op 19 mei 1909 trad hij in het huwelijk met Constantina Maria Geeske (roepnaam: Marie) Thönissen, naaister en bestuurder naaistersvereeniging Allen Eén.

## Evert Kupers-oord
Ten behoeve van een scholings- en vakantieoord stichtte het NVV het Kupers-Fonds, waaruit in 1958 het studie- en conferentiecentrum Evert Kupers-oord in Amersfoort voortkwam (Amersfoortse Berg, Stichtse Rotonde 11).